# Major Mecca
Dimas Mecca Sampaio (Osasco, 22 de maio de 1968), mais conhecido como Major Mecca, é um policial militar e político brasileiro. Atualmente é deputado estadual pelo Partido Liberal (PL), tendo sido eleito no pleito de 2018 com 131.531 votos. Nas eleições de 2022 foi reeleito para a ALESP, com 224.462 votos, quinta maior votação geral.